# Siergiej Anochin (1908–1982)
Siergiej Grigorjewicz Anochin (ros. Сергей Григорьевич Анохин, ur. 24 września?/7 października 1908 w Bałaszowie, zm. 18 maja 1982 we Lwowie) – radziecki wojskowy, pułkownik gwardii, Bohater Związku Radzieckiego (1945).

## Życiorys
W 1931 ukończył technikum w Kamyszynie, od 1931 służył w Armii Czerwonej i należał do WKP(b), w 1933 skończył szkołę piechoty w Sumach. 
W 1938 jako dowódca baterii brał udział w walkach nad jeziorem Chasan, w 1941 ukończył Akademię Wojskową im. Frunzego, od sierpnia 1941 uczestniczył w wojnie z Niemcami, walczył na Froncie Centralnym, Briańskim, Zachodnim, Stepowym, 2 i 1 Ukraińskim. Był zastępcą szefa i szefem sztabu artylerii dywizji piechoty, szefem sztabu artylerii korpusu piechoty i dowódcą pułku artylerii, brał udział w obronie Moskwy, bitwie pod Kurskiem, wyzwoleniu Ukrainy, zajmowaniu Polski, Czechosłowacji i rozbiciu niemieckich wojsk w Niemczech, w 1943 ukończył wyższą oficerską szkołę artylerii. W styczniu 1945 jako dowódca 33 gwardyjskiego pułku artylerii 14 Gwardyjskiej Dywizji Piechoty 5 Gwardyjskiej Armii 1 Frontu Ukraińskiego w stopniu podpułkownika wyróżnił się podczas operacji wiślańsko-odrzańskiej. 
Po wojnie nadal służył w armii, w 1954 został zwolniony ze służby w stopniu pułkownika z powodu stanu zdrowia. Został pochowany na Cmentarzu Łyczakowskim.

## Odznaczenia
- Złota Gwiazda Bohatera Związku Radzieckiego (27 czerwca 1945)
- Order Lenina
- Order Czerwonego Sztandaru (dwukrotnie – 1945 i 1953)
- Order Wojny Ojczyźnianej I klasy (1944)
- Order Czerwonej Gwiazdy (1948)
- Medal „Za Odwagę” (1938)
- Medal „Za zasługi bojowe” (1944)
- Medal „Za obronę Moskwy”
- Medal „Za wyzwolenie Pragi”
- Krzyż Wojenny Czechosłowacki 1939 (Czechosłowacja, 1947)
- Medal za Odrę, Nysę, Bałtyk (Polska Ludowa)

I inne.